# Protolestes milloti
Protolestes milloti là loài chuồn chuồn trong họ Megapodagrionidae. Loài này được Fraser mô tả khoa học đầu tiên năm 1949.